# 陈力 (导演)
陈力（？—），中国电影导演，八一电影制片厂一级导演，代表作有《少年毛泽东》、《谁主沉浮》、《湘江北去》、《爱在廊桥》、《周恩来的四个昼夜》、《海棠依旧》、《血战湘江》、《古田军号》等。她曾凭借电影《周恩来的四个昼夜》获得2011年第28届中国电影金鸡奖最佳导演奖。